# جيرترود أوسترلوه
جيرترود أوسترلوه (بالألمانية: Gertrud Osterloh)‏ هي ثيولوجية وأستاذة جامعية ألمانية، ولدت في 18 مايو 1910 في لوبيك في ألمانيا، وتوفيت في 25 أكتوبر 2012 في Wentorf bei Hamburg ‏ في ألمانيا.